# (12365) Yoshitoki
(12365) Yoshitoki  es un asteroide perteneciente al cinturón  de asteroides, descubierto el 17 de diciembre de 1993 por Takao Kobayashi desde el Observatorio de Ōizumi, en Japón.

## Designación y nombre
(12365) Yoshitoki se designó inicialmente como 1993 YD.
Más adelante fue nombrado en honor a Takahashi Yoshitoki (1764-1804), quien fue jefe del Observatorio Astronómico Nacional de Edo en Edo, Japón, de 1795 a 1804. Estudió principalmente astronomía posicional, ideando un nuevo método de cálculo de calendario, Kansei-reki, con Hazama Shigetomi.

## Características orbitales
(12365) Yoshitoki orbita a una distancia media del Sol de 3,173 ua, pudiendo acercarse hasta 3,066 ua y alejarse hasta 3,279 ua. Tiene una excentricidad de 0,034 y una inclinación orbital de 14,827° grados. Emplea en completar una órbita alrededor del Sol 2064,31 días.
Los próximos acercamientos a la órbita de Júpiter ocurrirán el 10 de enero de 2084, el 12 de octubre de 2094 y el 25 de mayo de 2105.

## Características físicas
Su magnitud absoluta es 13,00. Tiene 27,53 km de diámetro. Su albedo se estima en 0,019.